# Steven De Groote
Steven De Groote (Johannesburg, 11 février 1953 – Johannesburg, 22 mai 1989) est un pianiste sud-africain.

## Biographie
Steven De Groote naît au sein d'une famille Belge, dont presque tous les membres depuis trois générations sont musiciens professionnels. Sa grand-mère a reçu le Prix de Rome en Belgique et son père, Pierre, chef d'orchestre de l'Université du Cap. Pendant sa jeunesse, De Groote a effectué une tournée en Afrique du Sud en trio, avec son père au violon et son frère Philip, au violoncelle.

### Formation
Il est d'abord l'élève de Lamar Crowson au Cap et travaille avec Eduardo del Pueyo, au Conservatoire de Bruxelles, dont il sort diplômé en 1971, avec son premier prix de piano.
En 1972, De Groote entre au Curtis Institute of Music de Philadelphie, où il étudie avec Rudolf Serkin, Mieczysław Horszowski, et Seymour Lipkin. Il est diplômé en 1975.
En 1976, à vingt-trois ans, De Groote participe au Concours Leventritt à New York. En mai 1977, il gagne les épreuves du Concert des jeunes artistes de New York et en septembre de la même année, il remporte le grand prix du Concours Van Cliburn à Fort Worth, au Texas. Au cours de cette compétition, il a obtenu aussi le prix pour la meilleure interprétation d'une œuvre de commande et la meilleure interprétation de musique de chambre. Il est le seul gagnant, dans l'histoire du concours, à remporter tous les prix.

### Carrière
Il fait ses débuts en récital à New York, le 8 novembre 1977 au complexe cultuel de la 92e rue. Le récital du prix Van Cliburn à Carnegie Hall a eu lieu le 12 décembre 1977.
Après avoir remporté le prix Van Cliburn, la carrière internationale de Steven De Groote l'a emmené partout dans le monde. Aux États-unis, il a joué avec des orchestres tels que le National Symphony Orchestra de Washington, l'Orchestre symphonique de Baltimore, Boston, Chicago, Cleveland, Dallas, Denver, Detroit, Minnesota et Philadelphie ; au Canada, avec l'Orchestre symphonique de Montréal; en Europe, avec le Concertgebouw d'Amsterdam, l'Orchestre philharmonique de Rotterdam, l'Orchestre du Mozarteum de Salzbourg, l'Orchestre philharmonique d'Helsinki et Bamberg, l'Orchestre National de France, le Deutsches Symphonie-Orchester de Berlin, l'Orchestre symphonique de la SWR (Baden-Baden), l'Orchestre de Chambre du Wurtemberg et avec presque tous les grands orchestres Britanniques.
Il a fait ses débuts pour The Proms, en 1981, en interprétant le Concerto en fa de Gershwin avec le Royal Philharmonic Orchestra et Andrew Litton à la baguette. Le concert a été diffusé en direct par la BBC.
En 1983-1984, il part en tournée à travers les États-Unis, comme soliste avec l'Orchestre philharmonique de Varsovie sous la direction de Kazimierz Kord, et, en 1987, en Angleterre, avec  l'Orchestre du Mozarteum de Salzbourg, dirigé par Hans Graf.
Steven De Groote a travaillé avec d'illustres chefs d'orchestre tels Gerd Albrecht, Serge Baudo, Edo de Waart, Charles Dutoit, Jörg Faerber, Michael Gielen, Günther Herbig, Eugen Jochum, Bernard Klee, Kirill Kondrachine, Andrew Litton, Lorin Maazel, Karl Münchinger, Eugene Ormandy, Klaus Tennstedt, Antoni Wit et David Zinman.
En 1988, De Groote retourne en Afrique du Sud, dans son pays natal, pour une tournée avec l'Orchestre symphonique du Cap auquel il se joint à leur tournée internationale en République populaire de Taiwan. Cette tournée marquait la 75e saison anniversaire de l'orchestre a été conduite par David de Villiers. Steven a joué avec l'orchestre, au Cap, à Johannesburg, à Taipei, à Taichung et Kaohsiung. Au cours de cette tournée, il a interprété Rachmaninoff (second concerto pour piano), Beethoven (quatrième concerto) et Brahms (second concerto). Les enregistrements de ces concerts sont disponibles sur le label Fidelio.
Musicien de chambre accompli, il a régulièrement collaboré avec de grands ensembles de musique de chambre tels que le Quatuor Guarneri et le Quatuor Chilingirian – dans laquelle son frère Philip est violoncelliste.

### Enseignant
En 1981, il rejoint l'Université de l'Arizona et partage son temps entre le concert et l'enseignement. En 1987, il succède à Lili Kraus en tant qu'artiste en résidence à la Texas Christian University de Fort Worth. En avril de la même année, il est honoré par le Sénat du Texas, pour sa « contribution exceptionnelle à la musique », dans une résolution exprimant le « plus grand respect et admiration pour lui » du Sénat.

### Pilote
De Groote est pilote amateur passionné. En 1985, il survit à une violente collision, alors qu'il tentait d'atterrir près de Phoenix. Son poumon et l'aorte ont été perforés. Après une chirurgie et une réadaptation, De Groote récupère et reprend tant le manche et le piano. Sa guérison miraculeuse a été relayée sur CBS News par Charles Kuralt.
En 1989, il retourne en Afrique du Sud pour rendre visite à la famille et une tournée de concerts. Là, il est hospitalisé pour une tuberculose et une pneumonie. Il est mort à Johannesburg, le 22 mai 1989, en raison de défaillances dues au SIDA.

## Enregistrements
- Béla Bartok, Quintette pour piano et cordes, Quatuor à cordes n° 6 - Quatuor Chilingirian, Steven De Groote (piano) (28 février/3 mars 1989, Chandos CHAN 8660) (OCLC 906563563)
- Erich Wolfgang Korngold, Œuvres pour orchestre, vol. 2 : Concerto pour piano pour la main gauche et orchestre - Steven De Groote (piano), Nordwestdeutsche Philharmonie, dir. Werner Andreas Albert (juin 1988, CPO 999 046-2) (OCLC 40051832)
- Walter Piston, Sonatine ; Gunther Schuller, Récitatif et Rondo ; Aaron Copland, Nocturne - Robert Davidovici (violoncelle), Steven De Groote (piano) (17-19 décembre 1986, New World Records NW 80334) (OCLC 22113785)
- Sergueï Prokofiev, Sonate pour piano n ° 8, Roméo & Juliette - Suite pour piano - Steven De Groote (piano) (Apex 0927 48306 2)
- Max Reger, Concerto pour piano en fa mineur, op. 114 - Steven De Groote (piano), SWF-Sinfonieorchester Baden-Baden, dir. Michael Gielen (Intercord Gielen-Édition INT 860.90)
- En mémoire de Steven De Groote (1953-1989) : Sergei Prokofiev, Sonate pour piano no 8, Roméo & Juliette - Suite pour piano ; Ludwig van Beethoven, Sonate no 2 en la majeur, op. 2 no 2 ; Sonate no 21 en do majeur, op. 53 « Waldstein » - Steven De Groote (piano) (Helsinki 14-18 août 1979, Finlandia 1576-57703-2) (OCLC 28650634)
- Concours Van Cliburn, vol. 1 : Steven De Groote - In Memoriam (œuvres de Frédéric Chopin, Joseph Haydn, Sergei Prokofiev et Franz Schubert) - Steven De Groote (piano) (concert 1977, VAI Audio 1145) (OCLC 660129701)
- Cinquième concours van Cliburn 1977 - Steven De Groote (piano) (Samuel Barber, Béla Bartók et Frédéric Chopin) ; Alexander Toradze (piano) (Franz Liszt et Igor Stravinsky) et Jeffrey Swann (piano) (Robert Schumann) (concert 1977, VAI Audio 1146) (OCLC 40816084)
- Goldfingers : Musique pour 4 pianos à huit mains (Aaron Copland, Georg Friedrich Haendel, Witold Lutosławski, Felix Mendelssohn, Moritz Moszkowski, Franz Schubert, Ravel et autres) - Steven De Groote, José Feghali, Vladimir Viardo, et Ralph Votapek (pianos) (29 avril 1989, VAI Audio 1227) (OCLC 57418521)